# Tängstaskogens naturreservat
Tängstaskogens naturreservat är ett naturreservat i Sollefteå kommun i Västernorrlands län.
Området är naturskyddat sedan 2024 och är 56 hektar stort. Reservatet ligger nordväst om Resele och består av grandominerad naturskog med ett begränsat inslag av björk, asp och tall.